# Саут Хајпојнт (Флорида)
Саут Хајпојнт (енгл. South Highpoint) насељено је место без административног статуса у америчкој савезној држави Флорида.

## Демографија
По попису из 2010. године број становника је 5.195, што је 3.644 (-41,2%) становника мање него 2000. године.
| Група             | 2000.         | 2010.         |
| Белци             | 5.536 (62,6%) | 2.482 (47,8%) |
| Афроамериканци    | 2.055 (23,2%) | 630 (12,1%)   |
| Азијати           | 320 (3,6%)    | 317 (6,1%)    |
| Хиспаноамериканци | 819 (9,3%)    | 1.618 (31,1%) |
| Укупно            | 8.839         | 5.195         |